# Década Digital 2030
Década Digital 2030 es un programa político de la Comisión Europea (Comisión Von der Leyen) para coordinar el desarrollo del mundo digital en la Unión Europea hasta 2030. Esta declaración establece objetivos, así como los medios para lograros y organiza la interacción de los Estados miembros, en colaboración con el Consejo, la Comisión y el Parlamento Europeo, para dar forma a sus políticas digitales en cuatro áreas: mejora de las habilidades digitales de los ciudadanos; impulso a la adopción de nuevas tecnologías —inteligencia artificial, los datos, la computación en la nube, etc— en las empresas radicadas en la Unión; avance en conectividad, informática e infraestructura de datos, y disponibilidad de los servicios públicos digitales. El programa también crea un marco para el desarrollo de proyectos multinacionales que busca unir fuerzas entre los Estados miembros para lograr sus iniciativas digitales.
En enero de 2023 se puso en marcha el primer «ciclo de cooperación y seguimiento» para alcanzar los objetivos del programa.

## Contexto
Prioridades iniciales de la Comisión Von der Leyen
La Comisión Von der Leyen comenzó oficialmente el día 1 de diciembre de 2019. Ursula von der Leyen estrenó su presidencia en la COP25 de Madrid, y el día 11 de diciembre de 2019, presentó un plan detallado para el Pacto Verde Europeo, con unas líneas maestras focalizadas a conseguir que Europa se convierta en el primer continente climáticamente neutral en 2050.
Capacidad geopolítica, autonomía y soberanía

## Informe sobre el Estado de la Década Digital
La Comisión Europea publica cada año un informe sobre el «Estado de la Década Digital» que se presenta al Parlamento Europeo y al Consejo. El documento evalúa los avances hacia los objetivos y formula recomendaciones de medidas para acelerar la consecución de los mismos.